# Usine des eaux de Mbakhana

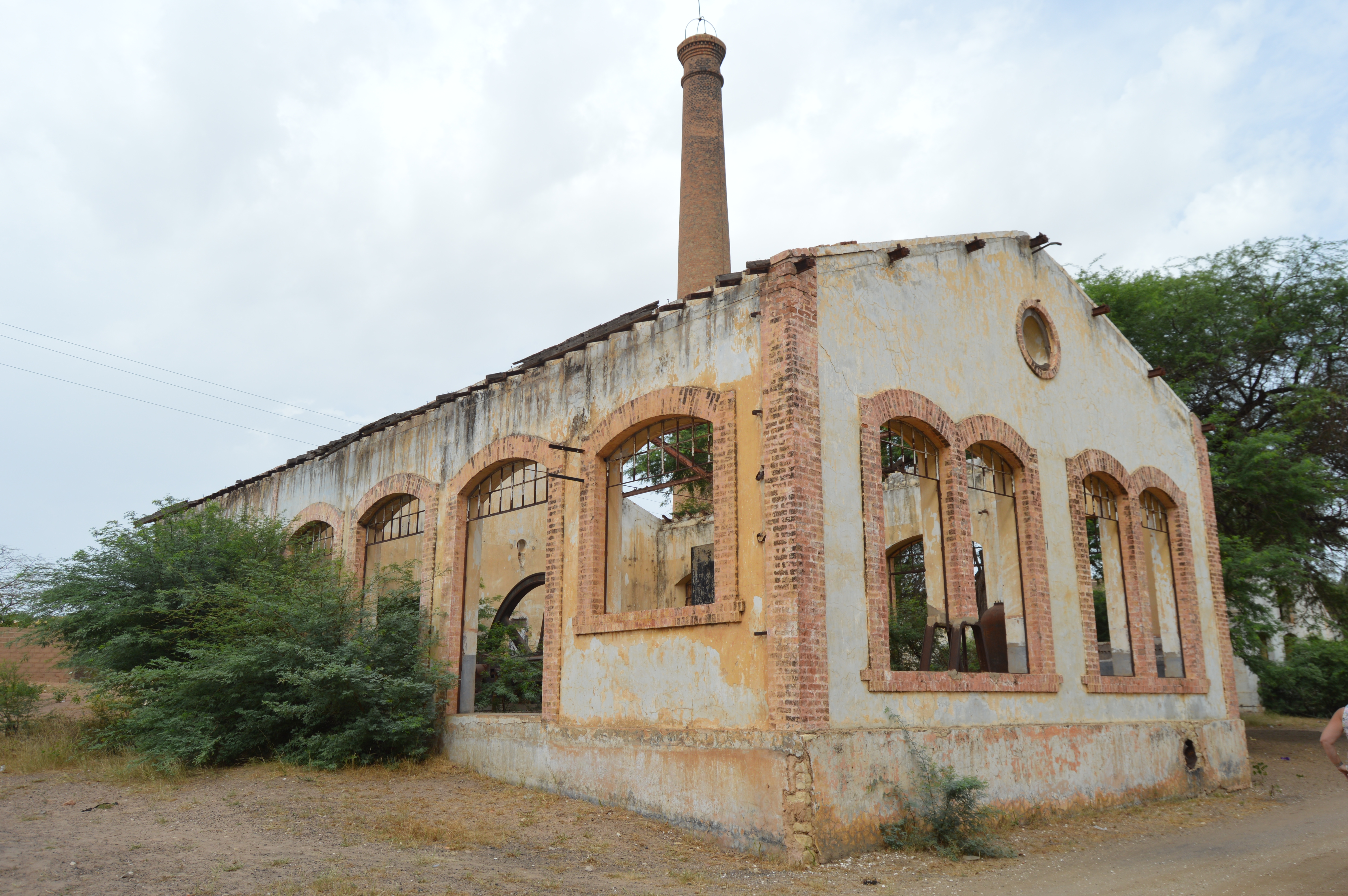
Le bâtiment nouveau de l'usine des eaux de Mbakhana.

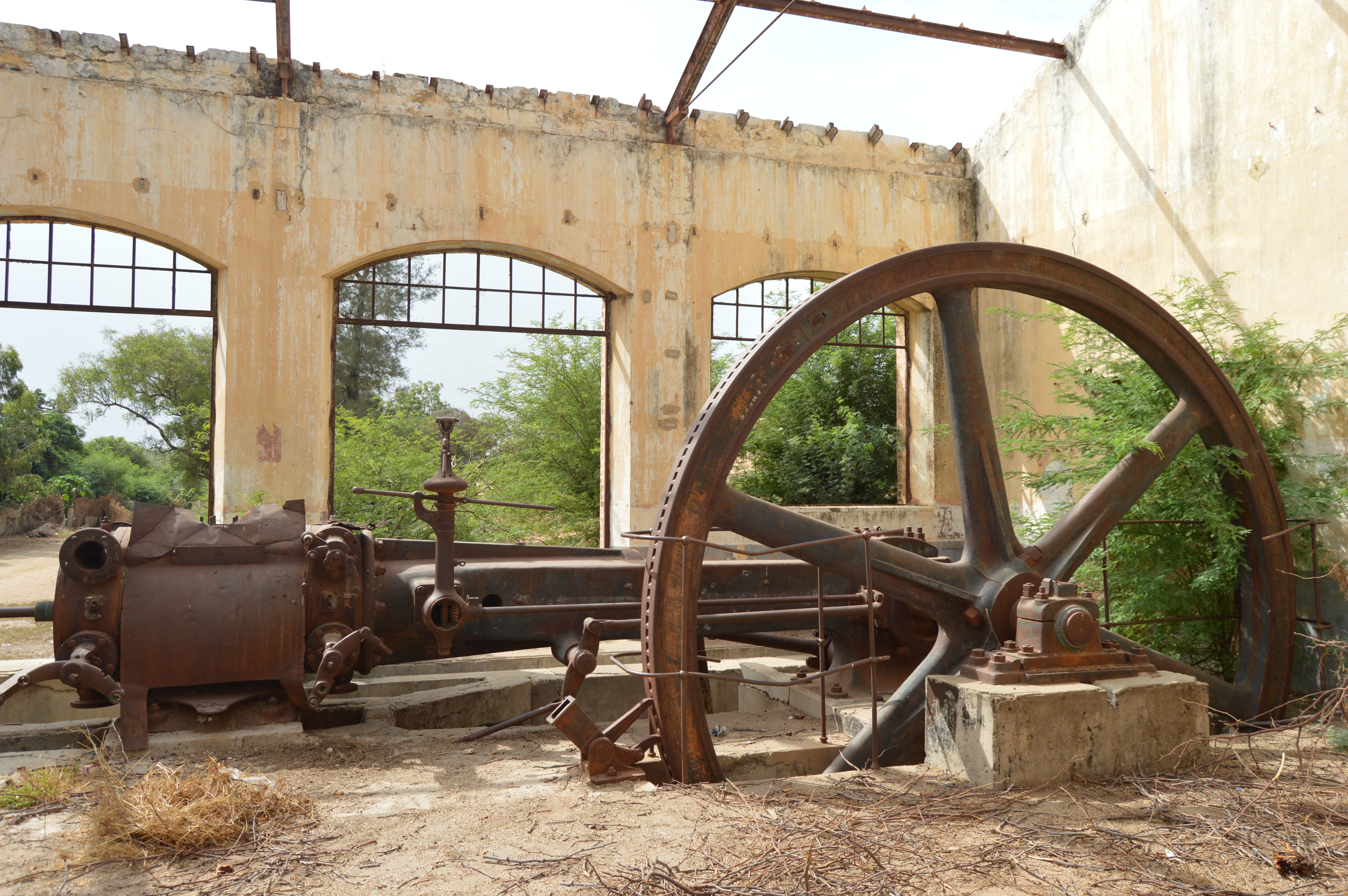
La machine à vapeur du bâtiment nouveau de l'usine des eaux de Mbakhana.

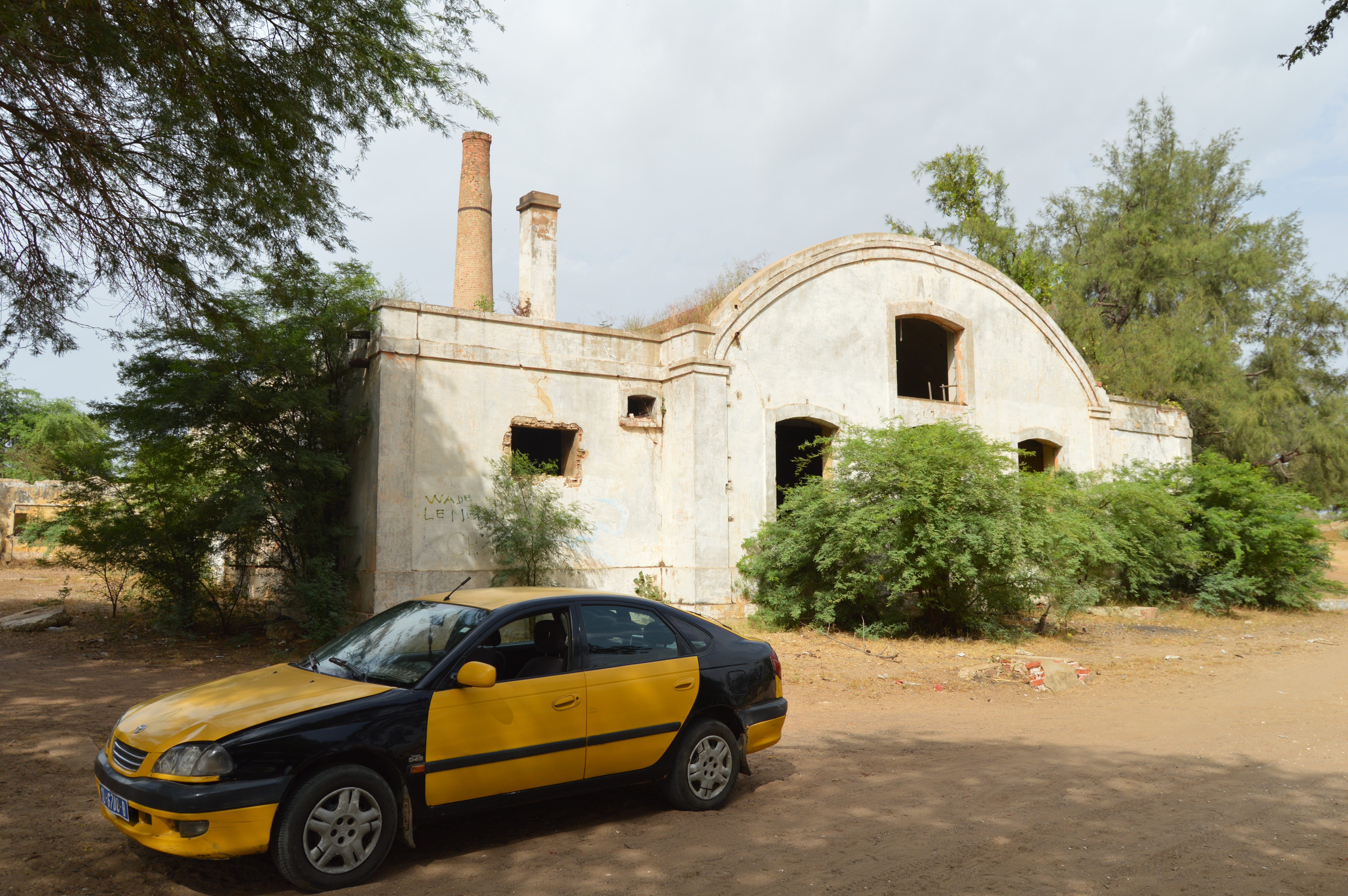
Le bâtiment ancien de l'usine des eaux de Mbakhana.

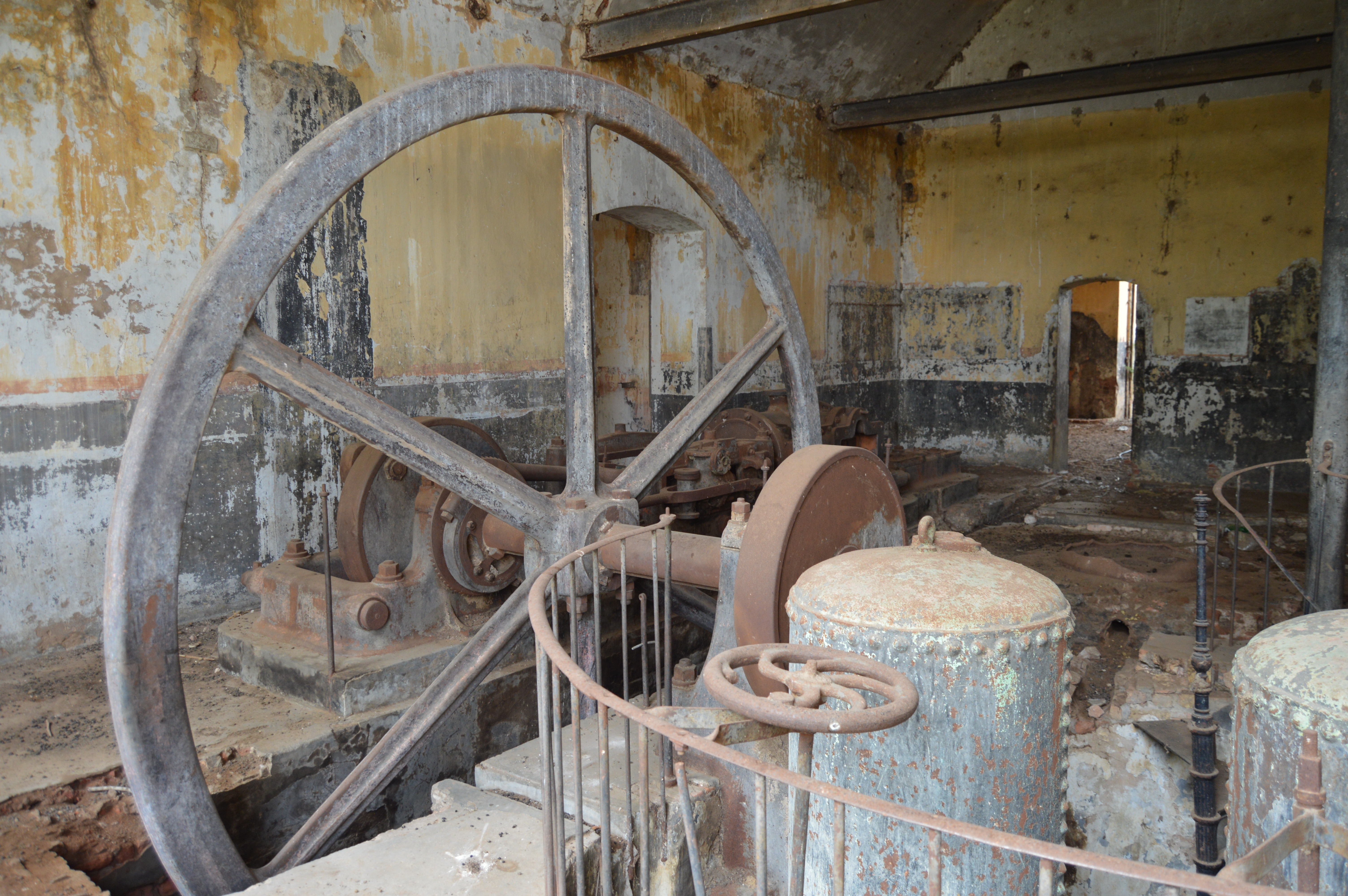
Machine à vapeur "Leblanc" dans l'ancien bâtiment de l'usine des eaux de Mbakhana.

L'usine des eaux de Mbakhana (ou Makhana) est une ancienne installation de pompage des eaux, qui a alimenté un réseau de distribution d'eau potable pour la ville de Saint-Louis au Sénégal de 1885 à 1952.
Elle est considérée comme abritant les plus anciennes machines à vapeur de l'Afrique subsaharienne,,. Elle est inscrite sur la liste des monuments et sites historiques de la région de Saint-Louis.

## Histoire

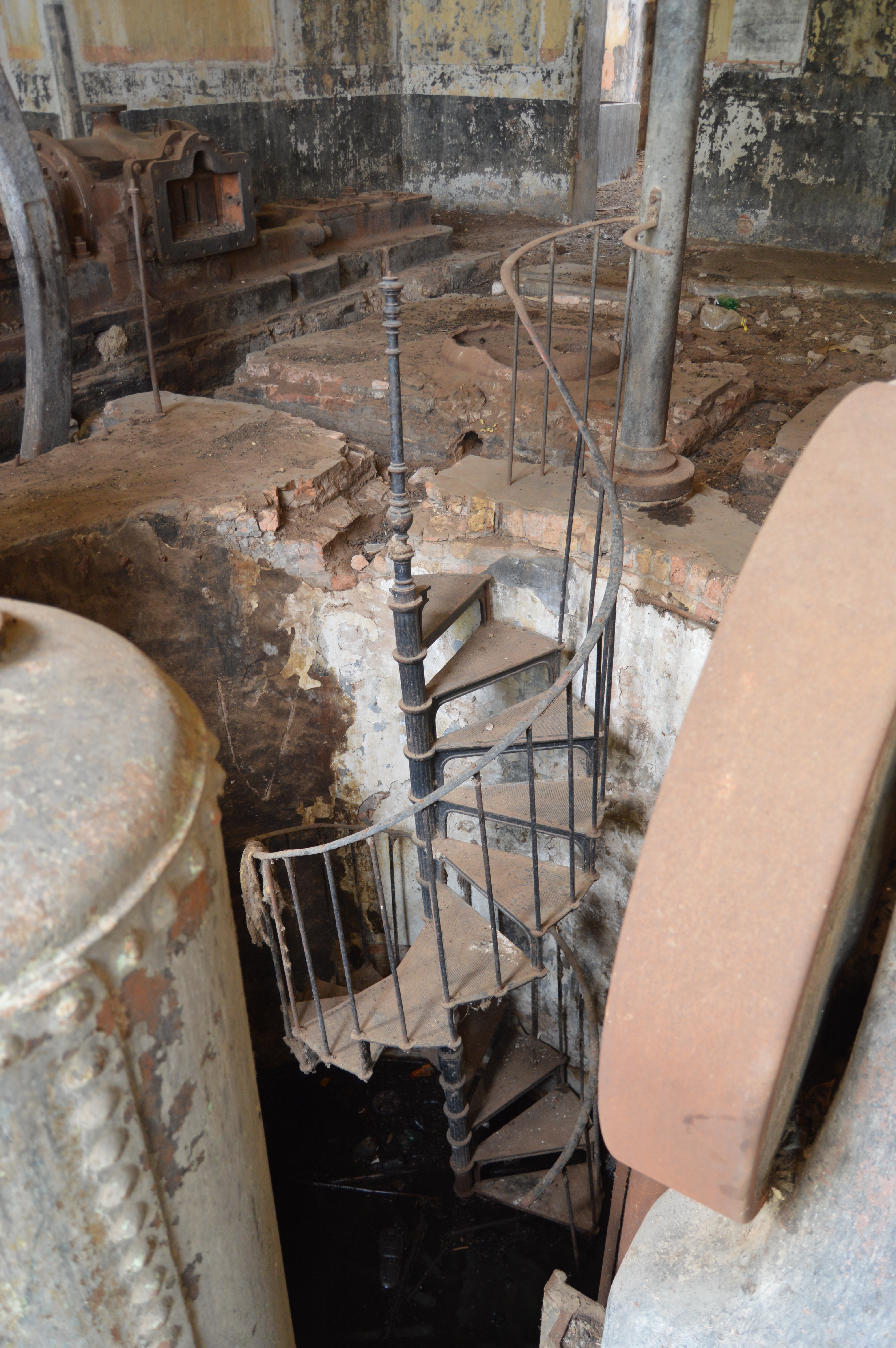
Détail des installations de l'ancien bâtiment : escalier en colimaçon pour accès au niveau inférieur. À gauche et à droite, les roues actionnées par les machines à vapeur. En bas à gauche, une pompe.

Saint-Louis fut la première ville fondée par les Européens en Afrique occidentale en 1659.
Au fur et à mesure du développement de la ville, l'approvisionnement en eau douce de sa population s'avérait de plus en plus problématique. Pendant la période de décrue annuelle de sept mois du fleuve Sénégal, la ville était entourée d’eau salée. Le ravitaillement était alors assuré par un bateau-citerne qui prélevait l'eau douce loin en amont du fleuve.
Le Gouverneur Louis Faidherbe envisagea alors de transformer le marigot de la rivière Kassak au niveau de Mbakhana, à quelque 17 kilomètres au nord-est de la ville, en un réservoir naturel d'eau douce qui permettrait d'alimenter la ville via une usine de pompage des eaux et une canalisation qui aboutirait à Saint-Louis. Un siphon devait notamment permettre à cette conduite de franchir le fleuve. Faidherbe ne put cependant mener à bien ce projet durant son mandat, et l'usine, construite à partir de 1882, entra en fonction en 1885 sous le magistère du gouverneur Louis Brière de l'Isle. Une seconde unité fut inaugurée en 1901.
Ces deux unités auront une capacité journalière de pompage de respectivement 1 500 m3 et 2 500 m3.
Le système d'alimentation en eau de la ville de Saint-Louis fut entièrement remanié à la veille de la Seconde Guerre mondiale à la suite de la mise en œuvre du projet Dakar-Bango, conçu par l'ingénieur Aldebert à partir de 1917.
Les installations de Mbakhana cessèrent définitivement de fonctionner en février 1952. Elles fonctionnèrent sans interruption de la date de l'inauguration à celle de la cessation d'activité, 8 mois par an et 24 heures par jour pendant 67 ans.

## Description
L'ancien bâtiment dispose toujours de sa toiture et de l'essentiel de son équipement. Il fait face au Kassak, et une chambre de captage se trouve à proximité du fleuve, devant le bâtiment. La cheminée de l'installation se trouve toujours en retrait, derrière le bâtiment, voisinant la chaudière qui se trouve à l'arrière de la construction. 
Deux machines à vapeur construites par Jules Leblanc à Paris y sont toujours visibles. Les pompes verticales reposent sur un étage inférieur, accessibles par un escalier en colimaçon en fer forgé.
Le nouveau bâtiment a perdu sa toiture. Une imposante machine à vapeur y est toujours visible, disposant de soupapes "Dujardin", de même que la chaudière et la cheminée extérieure. La pompe repose sur le même niveau que la machine à vapeur.